# Bílkovský dub
Bílkovský dub je památný strom u obce Kout na Šumavě nedaleko Kdyně. Přibližně třistaletý dub letní (Quercus robur) roste východně od Novodvorského rybníka na okraji lesa v nadmořské výšce 440 m. Obvod jeho kmene je 500 cm a strom je vysoký 31 m (měření 2001). Dub je chráněn od roku 1986 pro svůj vzrůst, věk a jako krajinná dominanta.

## Stromy v okolí
- Bílkovský javor
- Duby nad rybníkem Bílka
- Dub nad Spáleným rybníkem
- Dub u Váchalovského mlýna †
- Duby v Pekle
- Jasan u Starého Dvora
- Lípa u Krysálů
- Lípa za Bečvárnou †
- Dub v třešnové rovci
- Starodvorské duby
- U Čtyřech lip
- Zámecká lípa